# Juan Meroz
Juan Meroz, conosciuto anche come El Tigre e successivamente come Kukulcan, è un personaggio dei fumetti, creato da Roy Thomas (testi) e Werner Roth (disegni), pubblicato dalla Marvel Comics. La sua prima apparizione è in X-Men (prima serie) n. 25 (ottobre 1966).

## Biografia del personaggio
El Tigre era uno spregiudicato cercatore di tesori antichi, operante soprattutto nei Paesi dell'America Centrale. Con lui aveva due mercenari, Ramon e Toloc. Durante una ricerca di antichità Maya, El Tigre trovò un frammento di un pendente sacro che raffigurava l'effigie di Kukulcan, importante divinità del popolo mesoamericano. Indossando questo pendente fu dotato di alcuni superpoteri come la telecinesi e la premonizione del pericolo. Grazie a queste nuove capacità sventò un tentativo di furto da parte dei suoi stessi scagnozzi e li obbligò a giurargli fedeltà. Informatosi sulla natura del suo pendente venne a conoscenza che in un museo di New York era conservata la seconda metà dell'antico gioiello. Convinto che l'unione delle due parti avrebbe accresciuto i suoi poteri partì con i suoi collaboratori alla volta della Grande Mela.
La sua presenza nella città fu notata dal Professor X grazie a Cerebro. Intuendo le intenzioni malvagie di Juan Meroz, egli mandò i suoi X-Men sulle sue orme. Ne seguì un combattimento all'interno del museo durante il quale il gruppo mutante fu sorprendentemente sconfitto da El Tigre, Ramon e Toloc. Il primo riuscì così a recuperare anche la seconda metà del pendente ed acquisì incredibili poteri. In effetti Juan Meroz cessò di esistere divenendo la reincarnazione dello stesso Kukulcan. Tornato nella giungla dove aveva trovato il pendente Kukulcan con sbalorditiva facilità ricostruì dal niente un'antica città Maya.
Gli X-Men riuscirono però ad individuare il sito dove Kukulcan si era rifugiato e diedero così vita ad una durissima battaglia. Messi inizialmente in grande difficoltà dai grandissimi poteri del dio maya i mutanti riuscirono però alla fine a prevalere. Bestia riuscì, infatti, a sfilare il pendente a Juan Meroz che tornò ad essere una persona comune. Nello scontro, tuttavia, Angelo rimase gravemente ferito.
Anni dopo El Tigre partì alla volta della Terra Selvaggia, essendo venuto a conoscenza del fatto che essa ospitava grandi giacimenti di Vibranio, il mitico metallo del mondo Marvel. Qui si imbatté in Maa Gor, un selvaggio dotato di poteri quasi divini. Questi gli insegnò ad esercitare il controllo sulla mente degli animali. Con questo nuovo potere El Tigre si scontrò con Ka-Zar. In un primo momento riuscì a prevalere, in quanto aveva assunto il controllo di Zabu, la tigre dai denti a sciabola addomesticata da Ka-Zar. Poco dopo però Ka-Zar, aiutato anche da numerosi indigeni, riuscì a sconfiggere El Tigre e a metterlo in fuga.
Questi giunse in una zona misteriosa della Terra Selvaggia dove subì una mutazione genetica che lo dotò di nuovi poteri, ma lo cambiò nello spirito e nel corpo. Egli era infatti diventato capace di emettere scariche di energia potentissime, ma il suo volto era divenuto orrendamente deforme. Resosi conto di questo suo nuovo stato, decise, terrorizzato, di suicidarsi gettandosi da un dirupo.

## Poteri e abilità
Quando vestiva i panni di Kukulcan El Tigre era divenuto un essere fortissimo capace di trarre energia dal sole. Aveva così assunto l'abilità di emettere raggi di energia e di prevedere il pericolo, oltre a straordinarie capacità telecinetiche e telepatiche (mettendo in difficoltà persino il Professor X). Tutti questi poteri erano però una prerogativa della divinità Maya, non di Juan Meroz. Infatti, quando gli fu tolto il pendente, egli li perse completamente. L'unico superpotere genuinamente ascrivibile a El Tigre era la capacità, conquistata nelle Terra Selvaggia, di controllare la mente degli animali. Poco prima di morire, infine, acquisì tramite una mutazione il potere di emettere scariche di energia.